# Kammerer-Luka
Kammerer-Luka (* 9. Juni 1929 in Gernsbach als Gerhard Friedrich Ludwig Kammerer; † 17. Oktober 2023 in Castres, Frankreich) war ein deutscher bildender Künstler, der in Belfort und Castres lebte und arbeitete.

## Biografie
Kammerer-Luka legte 1949 am Ludwig-Wilhelm-Gymnasium in Rastatt das Abitur ab. Von 1950 bis 1957 absolvierte ein  Studium  der Philosophie, Geschichte, Germanistik und Romanistik an den Universitäten Freiburg und Bonn, das er 1958 mit dem Staatsexamen abschloss.
1963 übersiedelte er nach Belfort, Frankreich, wo er bis 1965 als freischaffender Künstler tätig war. 1968 war er Mitbegründer der Groupe Couleur für Farbe am Bau. Von 1969 bis 1989 war er Dozent für Deutsche Sprache am Institut Universitaire Technique de Belfort (IUT), einer Außenstelle der Universität der Franche-Comté in Besançon und am  Aufbau des Sprachlabors beteiligt. In den Jahren von 1969 bis 2012 arbeitete er mit dem Informatiker  Jean-Baptiste Kempf zusammen. 
1972 gründete er  die  Gruppe Groupe Art et Ordinateur de Belfort (GAOB). Von 1992 bis 2005 war er Inhaber von Kammerer-Luka Design (KLD) in Belfort und übernahm internationale Designaufträge für Farb- und Formgestaltung.
Kammerer-Luka verstarb am 17. Oktober 2023 in Castres.

## Einzelausstellungen (LUKA) / Gruppenausstellungen (GAOB)
- 1959: Galerie Barbier, Belfort LUKA
- 1967: Centre Culturel de la Pépinière, Belfort LUKA
- 1969: Stadthalle, Tiengen LUKA; Printemps 68, Galerie Forum, Porrentruy (CH) LUKA
- 1972: Galerie Rouzier, Montpellier LUKA; Gründungsjahr Groupe Art et Ordinateur de Belfort GAOB, Institut Universitaire de Technologie (IUT), Belfort (1. Ausstellung)
- 1973: Art et Ordinateur, SIGMA 9, Bordeaux GAOB
- 1976: Génération d‘un décor mural, ARPA, Paris GAOB
- 1978: Galerie des Halles, Montbéliard LUKA; Art et Informatique, UNESCO, Paris GAOB; Computer Graphics and Art, Museum of Art, Huntsville (USA) GAOB
- 1979: L’Artiste et l’Ordinateur, Wanderausstellung: Centre Culturel Suédois, Paris, Lille, Caen GAOB; International Computer Art Exhibit, Cybernetic Symbiosis, Lawrence Hall of Science, Berkeley (USA) GAOB; Violences, Caveau du chateau, MALS (Maison des Arts et Loisirs), Montbéliard GAOB
- 1980: Computerkunst, Leonberg GAOB; Art et Ordinateur, Palais de la Découverte, Paris GAOB; Dator or Konstart (L’Artiste et l’Ordinateur), Archives des Arts; Décoratifs (Wanderausstellung), Lund (SWE) GAOB; L’Amérique aux Indépendants, Grand Palais, Paris GAOB; Fachhochschule Karlsruhe GAOB; Traçages, Ligne-Signe-Écriture, Tour 41, Belfort LUKA / GAOB
- 1981: L’informatique a la télématique, Maison des Arts et de la Culture MAC – André Malraux, Paris-Créteil GAOB; Wege der Computerkunst, Universitätsbibliothek Kiel GAOB; Computer Art, Palais des Beaux-Arts, Brüssel (BE) GAOB; Computergrafik Evolution, Kreissparkasse Augsburg GAOB
- 1982–1983: L’Art et l’Ordinateur, FNAC/CISI, Wanderausstellung: Paris, Toulouse, Marseille, Lyon, Belfort GAOB
- 1986: Computerkunst, Pädagogische Hochschule Freiburg GAOB; Stationen programmierter Kunst, Galerie E, Zürich (CH) GAOB; Computerkunst, Ludwigsburg GAOB
- 1988: SAGA 88 (Salon des Arts Graphiques Actuels), Grand Palais, Paris GAOB; Null-Dimension, Fulda, Gmunden (A), Breslau (PL) GAOB
- 1990: SAGA 90, Grand Palais, Paris GAOB; Konstruktive Kunst am Oberrhein, Ausstellungshalle Marienbad, Freiburg GAOB; Retrospektive, Nouveau Théâtre de Belfort, Belfort LUKA / GAOB
- 1992: Computerkunst / Computer Art ‘92, Gladbeck (Preisträger Goldener Plotter ‘92 für Livre-Surface, Partition, 1989) GAOB; Konstruktive Kunst am Oberrhein, Basel (CH) GAOB
- 1996: Zeichen und Text – Méta-Écritures, Institut Français, Freiburg LUKA / GAOB; Computerkunst / Computer Art ‘96, Gladbeck GAOB
- 1997: Siemens-Nixdorf Museum, Paderborn GAOB; Computer Art ‘97, Dresden GAOB
- 2000: Computerkunst / Computer Art 2000, Gladbeck GAOB
- 2003: Ars Electronica, Linz (A) GAOB
- 2004: Festival Ohne Kohle, Wien (A) GAOB; Computerkunst / Computer Art 2004, Gladbeck (Preisträger Goldener Plotter für Métamorphose Numérique) GAOB
- 2005: European Frieze, Wanderausstellung: Paris, Stuttgart, Berlin, Rom GAOB
- 2007: Ex Machina, Frühe Computergrafik bis 1979, Kunsthalle Bremen GAOB; Forum Konkrete Kunst, Erfurt GAOB
- 2008: Figur Mythos Zeichen, Städtische Galerie Fruchthalle, Rastatt LUKA / GAOB
- 2010: Demandez le programme!, Espace Gantner, Bourogne / Belfort GAOB
- 2012: Hommage à Malevitch, Ateliers d’Artistes les écuries, Lure LUKA
- 2015: Zeichen Schrift Bild, modo Verlag, Freiburg LUKA
- 2015: Musées de Belfort, Tour 41, Belfort LUKA

## Ausstellungsbeteiligungen
- 2017: Licht & Bewegung, Kunsthalle Messmer, Riegel am Kaiserstuhl[2][3] (mit u. a. Carlos Cruz-Diez,  Hans Kotter, Siegfried Kreitner, Regine Schumann, Victor Vasarely, Ludwig Wilding)

## Filmografie
- 1983: L’Art et l’Ordinateur: Fernsehfilm von FR3, 5-teilig
- 2000: Zeitgedicht, Hommage à l’An 2000: CD-ROM
- 2002: Ballet Modulaire: DVD
- 2004: Métamorphose Numérique: DVD, (Preisträger Goldener Plotter)
- 2006: Siebengestirn / Pleiades: DVD
- 2008: Siebengestirn / Pleiades: DVD, mit drei unterschiedlichen Musik-Kompositionen
- 2010: Prélude: DVD
- 2010: Circulation / Zirkulation: DVD

## Auszeichnungen
- 1981: Preis für das Gesamtwerk im Computergrafik-Wettbewerb, veranstaltet von der Gesellschaft für Computergrafik und Computerkunst e.V. in München / NCR Augsburg
- 1992: Auszeichnung Chevalier des Palmes académiques durch das französische Kultusministerium
- 1992: Goldener Plotter für LIVRE-SURFACE, PARTITION ‘89, 4-teilige Grafikserie. Internationaler Wettbewerb Computerkunst / Computer Art Gladbeck
- 2004: Goldener Plotter für den computergenerierten Film MÉTAMORPHOSE NUMÉRIQUE. Internationaler Wettbewerb Computerkunst / Computer Art Gladbeck

## Archiv Kammerer-Luka
Im Jahr 2011 zur Erfassung, wissenschaftlichen Bearbeitung, Konservierung und Vermittlung des Werkes von Kammerer-Luka in den Räumen des Freiburger modo Verlages gegründet. Das Archiv, das in enger Zusammenarbeit mit dem Künstler aufgebaut wurde, versammelt an einem zentralen Ort einen Großteil des künstlerischen Werkes und macht Literatur sowie weiterführendes Quellenmaterial in Form von persönlichen Dokumenten wie Fotos und Tagebüchern zugänglich.